# Gaio Claudio Pulcro (console 177 a.C.)
Gaio Claudio Pulcro (in latino Gaius Claudius Pulcher; ... – 167 a.C.) è stato un politico e generale romano.

## Biografia
Figlio di Appio Claudio Pulcro, fu augure nel 195 a.C., pretore nel 180 a.C. e console nel 177 a.C.. Gli fu affidata l'Istria come provincia da governare, ma non ne prese possesso, perché riteneva che la sua presenza non fosse necessaria, viste le vittorie risolutive dei suoi predecessori. Costretto però a portarsi in Istria con una nuova armata per domare una rivolta, riuscì in breve tempo a domarla, dopo aver conquistato tre città.
Successivamente marciò contro i liguri, che sconfisse, e al ritorno a Roma celebrò un doppio trionfo. Dopo aver indetto i comizi, ritornò in Liguria e liberò la città di Mutina.
Nel 171 a.C. fu tribuno militare sotto il comando del console Publio Licino Crasso durante la terza guerra macedonica.
Fu censore nel 169 a.C. con Tiberio Sempronio Gracco, entrambi si dimostrarono particolarmente severi, sia controllando che non vi fossero favoritismi nella concessione degli esoneri dal servizio militare - era il tempo della terza guerra macedonica - che nella concessione degli appalti pubblici. Per la loro severità, comunque, uno dei tribuni della plebe li accusò, ma furono entrambi scagionati senza subire alcun processo principalmente per la popolarità di Gracco.
Nel 167 a.C. fu uno dei dieci ambasciatori inviati in Macedonia. Morì quello stesso anno.